# Jianshan
För andra betydelser, se Jianshan (olika betydelser).
Jianshan är ett stadsdistrikt och säte för stadsfullmäktige i Shuangyashan i Heilongjiang-provinsen i nordöstra Kina.